# Prismă triunghiulară triaugmentată
În geometrie prisma triunghiulară triaugmentată sau prisma triunghiulară tetrakis
este un poliedru convex construit prin augmentarea unei prisme triunghiulare prin atașarea a trei piramide pătrate (J1) pe cele trei fețe laterale ale sale. Este poliedrul Johnson J51.
Având 14 fețe, este un tetradecaedru. Deoarece toate fețele sale sunt triunghiuri, este un deltaedru.
Este înrudită cu prisma triunghiulară augmentată (J49) și prisma triunghiulară biaugmentată (J50)
Poliedrul dual al prismei triunghiulare triaugmentate este un asociaedru, un poliedru cu patru fețe patrulatere și șase pentagoane ale căror vârfuri formează cele 14 triunghiuri posibile într-un hexagon regulat. În același mod, cele nouă vârfuri ale prismei triunghiulare triaugmentate reprezintă cele nouă diagonale ale unui hexagon.

## Construcție
Prisma triunghiulară triaugmentată poate fi construită prin atașarea piramidelor pătrate echilaterale pe fiecare dintre cele trei fețe pătrate ale unei prisme triunghiulare (augmentare).
Aceste piramide acoperă fiecare pătrat, înlocuindu-l cu patru triunghiuri echilaterale, astfel încât poliedrul rezultat are ca fețe 14 triunghiuri echilaterale. Un poliedru cu fețele doar triunghiuri echilaterale este un deltaedru. Există doar opt deltaedre convexe diferite, dintre care unul este prisma triunghiulară triaugmentată.
În general, poliedrele convexe în care toate fețele sunt poligoane regulate sunt poliedre Johnson, iar orice deltaedru convex este un poliedru Johnson.

## Simetrie
Are aceeași simetrie tridimensională ca și prisma triunghiulară: grupul diedral D3h de ordinul 12.

## Mărimi asociate
Pentru o prismă triunghiulară augmentată cu lungimea laturilor egală cu 2 coordonatele vârfurilor sunt date de:
{\displaystyle (0,{\frac {2}{\sqrt {3}}},\pm 1),}
{\displaystyle (\pm 1,-{\frac {1}{\sqrt {3}}},\pm 1),}
{\displaystyle (0,-{\sqrt {2}}-{\frac {1}{\sqrt {3}}},0),}
{\displaystyle (\pm {\frac {1+{\sqrt {6}}}{2}},{\frac {1+{\sqrt {6}}}{2{\sqrt {3}}}},0).}
În acest caz, axa de simetrie a poliedrului va coincide cu axa Oz.
Unghiurile diedre ale sale pot fi calculate prin adunarea unghiurilor piramidelor componente și ale prismei. Prisma în sine are unghiuri diedre între triunghiuri și pătrate de {\displaystyle \pi /2} și unghiuri între pătrate de {\displaystyle \pi /3}. Unghiurile dintre triunghiurile de pe piramide sunt aceleași ca la octaedrul regulat, iar unghiurile dintre triunghiuri și pătrate sunt jumătate din acestea. Prin urmare, pentru prisma triunghiulară triaugmentată, unghiurile diedre incidente la vârfurile de gradul patru, pe laturile triunghiurilor prismei și, respectiv, pe laturile dintre pătrate la pătrat sunt:
{\displaystyle {\begin{aligned}\arccos \left(-{\frac {1}{3}}\right)&\approx 109,5^{\circ },\\{\frac {\pi }{2}}+{\frac {1}{2}}\arccos \left(-{\frac {1}{3}}\right)&\approx 144,7^{\circ },\\{\frac {\pi }{3}}+\arccos \left(-{\frac {1}{3}}\right)&\approx 169,5^{\circ }.\\\end{aligned}}}
Următoarele formule pentru arie, A și volum, V sunt stabilite pentru lungimea laturilor tuturor poligoanelor (care sunt regulate) a:
Aria este aria celor 14 trunghiuri echilaterale:
{\displaystyle {\frac {7{\sqrt {3}}}{2}}\,a^{2}\approx 6,062178~a^{2},}
iar volumul este suma prismei triunghiulare centrale și a celor trei piramide pătrate:
{\displaystyle {\frac {2{\sqrt {2}}+{\sqrt {3}}}{4}}\,a^{3}\approx 1,140119~a^{3}.}

## Asociaedrul dual

Dualul prismei triunghiulare triaugmentate

Poliedrul dual al prismei triunghiulare triaugmentate are câte o față pentru fiecare vârf al prismei triunghiulare triaugmentate și câte un vârf pentru fiecare față. Este un eneaedru (un poliedru cu nouă laturi)
care poate fi realizat cu trei fețe pătrate neadiacente și încă șase fețe pentagonale neregulate congruente. Este cunoscut sub numele de asociaedrul de ordinul 5, un poliedru ale cărui vârfuri reprezintă cele 14 triangulări ale unui hexagon regulat.
O formă mai puțin simetrică a acestui poliedru dual, obținută prin tăierea unui octaedru trunchiat în patru sferturi congruente de două plane care bisectează perpendicular două familii paralele ale laturilor sale, este un poliedru care umple spațiul.